# 近藤哲雄
近藤 哲雄（こんどう てつお、1975年 5月15日- ）は、日本の建築家。（株）近藤哲雄建築設計事務所主宰。

## 略歴
- 1975年　愛媛県生まれ
- 1999年　名古屋工業大学卒業
- 1999～06年　妹島和世+西沢立衛/SANAA勤務
- 2006年　（株）近藤哲雄建築設計事務所設立
- 現在　多摩美術大学、日本女子大学、名古屋工業大学非常勤講師

## 主な作品
- 2007年　にわのある家 - 東京建築士会住宅建築
- 2009年　姿見
- 2009年　野原のスツール - 北の創作椅子展 最優秀賞
- 2010年　Cloudscapes（近藤哲雄+マティアス・シューラー）

## 展覧会
- 2010年　第12回ヴェネチア・ビエンナーレ国際建築展 - Cloudscapes（近藤哲雄+マティアス・シューラー）
- 2011年2011年10月29日～2012年1月15日　 東京都現代美術館

「建築、アートがつくりだす新しい環境－これからの"感じ"」展の中の　
特別展示（期間は2011年12月24日-2012年3月22日）として　クラウドスケープ　トランスゾーラー＋近藤哲雄

## 受賞
- 2008年　東京建築士会住宅建築賞
- 2009年　北の創作椅子展 最優秀賞
- 2017年　JIA新人賞

## 出演

### 講演会
- 2010年　「一番町建築夜話（ikken'ya）」2010年11月30日、東北工業大学一番町ロビー